# V обикновено народно събрание
Петото обикновено народно събрание (V ОНС) е народно събрание на Княжество България, заседавало от 15 октомври 1887 г. до 17 декември 1889, брой народни представители – 285. V ОНС е разпуснато на 15 октомври 1890, след като му изтича мандата.

## Избори
Изборите за V ОНС са насрочени с указ на княз Фердинанд I № 7 от 22 август 1887 г. Провеждат се на 9 октомври същата година и са спечелени от либералите. Избирателната активност е 33%. Либералната партия (стамболовисти) получава 260 места, консерваторите – 32.

## Място
Заседанието се провежда в сградата на Народното събрание.

## Сесии
- I редовна (15 октомври – 17 декември 1887)[5]
- II редовна (15 октомври – 18 декември 1888)
- III редовна (22 октомври – 17 декември 1889)

## Председатели
- Димитър Тончев (15 октомври 1887 – 12 декември 1888)
- Захарий Стоянов (13 декември 1888 – 6 септември 1889)
- Панайот Славков (22 октомври 1889 – 15 октомври 1890)

### Подпредседатели
- Захарий Стоянов
- Панайот Славков
- Димитър Петков
- Иван Савов